# Lilla Skogssjön (Botkyrka)
Lilla Skogssjön är en sjö i Botkyrka kommun i Södermanland som ingår i Tyresån-Trosaåns kustområde. Sjön är 2,5 meter djup, har en yta på 0,622 kvadratkilometer och befinner sig 48,1 meter över havet. Sjön avvattnas av Uringeån.
Sjön ingår i Kagghamraåns sjösystem och avvattnas via Uringeån. Avrinningen regleras av en dammlucka för att säkerställa kontinuerlig vattentillgång i Uringeån.
Lilla skogssjön omges av tallskog, mossar och myrmark. Vid utloppet finns ett område med lövsumpskog. Storlom häckar vid både Stora och Lilla skogssjön. Vid en inventering 2001 hittdes den rödlistade fiskarten nissöga i sjön.

## Delavrinningsområde
Lilla Skogssjön ingår i delavrinningsområde (655865-161998) som SMHI kallar för Utloppet av Lilla Skogssjön. Medelhöjden är 62 meter över havet och ytan är 4,86 kvadratkilometer. Det finns ett avrinningsområde uppströms, och räknas det in blir den ackumulerade arean 8,38 kvadratkilometer. Vattendraget som avvattnar avrinningsområdet har biflödesordning 2, vilket innebär att vattnet flödar genom totalt två vattendrag innan det når havet efter 8,6 kilometer. Avrinningsområdet består mestadels av skog (63 procent), öppen mark (10 procent) och jordbruk (17 procent). Avrinningsområdet har 1,3 kvadratkilometer vattenytor vilket ger det en sjöprocent på 5,6 procent. Bebyggelsen i området täcker en yta av 0,23 kvadratkilometer eller 1 procent av avrinningsområdet.